# Jean Périmony
Jean Périmony, né le 2 mars 1931 à Dole (Jura) et mort le 9 avril 2017 à Rueil-Malmaison,, est un comédien, professeur d'art dramatique, metteur en scène français.

## Biographie
En octobre 1953, à sa sortie du conservatoire de Dijon, Jean Périmony intègre le Conservatoire national supérieur d'art dramatique et fait ses débuts au Théâtre de l'Ambigu en 1954. Il est mobilisé en Algérie puis retrouve le conservatoire et en sort diplômé en 1959, avec deux prix d'interprétation.
Assistant metteur en scène de Robert Manuel (1959-1964) puis d'Henri Rollan (1964-1986), il crée la Compagnie du Villiers en 1969, et le Festival Molière au Théâtre Trévise à Paris en 1977.
Il crée une école d'art dramatique - l'École Périmony - en septembre 1960, et enseigne au conservatoire d'Orléans (1983-1986), à la Maison de la Légion d'honneur (1984-2000), et à l'INA (1984 à 1990). Chrétien engagé, il est en même temps secrétaire général de l'Union Catholique du Théâtre et de la Musique (UCTM) de 1990 à 1996.
Au théâtre, il interprète des pièces du répertoire classique, du boulevard, et du café-théâtre.
À partir de 1969, il met en scène de nombreuses pièces notamment : Le Dépit amoureux (1960), Madame Sans-Gêne, Le Barbier de Séville, Napoléon unique, Le Bossu (1965), Le Jeu de l'amour et du hasard, L'Épreuve (1966), Maître après Dieu (1967), Le Pain de ménage, Le Plaisir de rompre (1968), L'Assemblée des femmes, Le Songe d'une nuit d'été, Oncle Vania, Les Troyennes, Le Médecin malgré lui, Un Merveilleux jardin (1969), Poil de carotte, Le Légataire universel, Le Malade imaginaire (1970), Spécial sang et Bactéries blues (dans lesquelles il interprète un des rôles en 1972), Les Caprices de Marianne (1974), Feu la mère de Madame, N'te Promène donc pas toute nue, Les Amants (1976), Le Maître de Santiago, Tartuffe (1979), Andromaque, Les Fourberies de Scapin, Les Colombes sauvages (1980),La Malédiction de la souris (1981),Le Silence de la mer (1979,1990), Les Mentons bleus (1981), Les Trois Sœurs, Un Caprice, De Sévigné à Grignan (1982), L'Avare (1984), La Locandiera, Hiroshima mon amour, Le Bel indifférent (1985), La Voix humaine (1985, 1987), Le Tigre (1986), Mémoire et magie (1987), Le Partage de midi (1988), Anna F (1989), Georges Dandin (1992), Il Faut qu'une porte soit ouverte ou fermée, L'Ours (1995), Antigone (1998), Cet Animal étrange (2002), Un Caprice (2004), Avec ou sans bulles (2008).
À la télévision, il interprète : Des grives aux loups, La Guerre des femmes, Maigret chez le ministre, La Tête d'un homme, De Gaulle, Baden-Baden, La Grande cabriole, Un Comédien dans un jeu de quilles, Marie Curie, Bouvard et Pécuchet, Les Aventures d'Alice, Le Gourou occidental.
En 2007, il réalise un documentaire sur la résistante française Jacqueline Péry d'Alencourt.
Il est officier des Arts et des Lettres et chevalier des Palmes Académiques. Il a reçu le prix Victor Boucher en 1959 et la Médaille Vermeil de la Ville de Paris. Il est fait chevalier de la Légion d'honneur en 2013.

### Vie privée
Jean Périmony a été marié à l’agent littéraire Marie Cécile Renauld dont il a eu trois filles : Marie-Astrid, Alexia et Valentine. Toutes trois travaillent dans le monde du théâtre et ont co-dirigé le Cours Périmony avec leur père.

## Filmographie

### Cinéma
- 1983 : Y a-t-il un pirate sur l'antenne ? de Jean-Claude Roy
- 1986 : Chère canaille de Stéphane Kurc
- 1987 : Un amour à Paris de Merzak Allouache
- 1989 : Suivez cet avion de Patrice Ambard
- 1992 : Voyage à Rome de Michel Lengliney
- 1997 : Les Palmes de monsieur Schutz de Claude Pinoteau (le professeur)

### Télévision
- 1983 : Marie Pervenche de Claude Boissol, épisode : Le jour de gloire n'est pas près d'arriver
- 1983 : Le Général a disparu d'Yves-André Hubert
- 1984 : Des grives aux loups de Philippe Monnier
- 1985 : Les Cinq Dernières Minutes de Louis Grospierre, épisode : Tendres pigeons
- 1987 : Les Enquêtes du commissaire Maigret de Louis Grospierre, épisode : Maigret chez le ministre
- 1987 : Les Cinq Dernières Minutes de Louis Grospierre, épisode : Crime bleu blanc
- 1988 : Les Enquêtes du commissaire Maigret, épisode Le Chien jaune de Pierre Bureau
- 1989 : L'Or du diable de Jean-Louis Fournier : l'abbé Thibau
- 1989 : Bouvard et Pecuchet de Jean-Daniel Verhaeghe
- 1990 : Un comédien dans un jeu de quilles d'Hervé Baslé
- 1991 : Quiproquos ! de Claude Vital
- 1991 : Navarro de Patrick Jamain, épisode : Un mort sans avenir
- 1991 : Duplex de Michel Lang
- 1992 : Méprise d'otage de Didier Albert
- 1992 : Hôtel du Parc: Raphaël Alibert.
- 1993 : Les noces de carton de Pierre Sisser
- 1994 : Puissance 4 de Paul Planchon, épisode : Contrats sanglants
- 1996 : En garde, monsieur de Didier Fontan

## Théâtre
- 1966 : Ange pur de Gaby Bruyère, mise en scène de Francis Joffo  au Théâtre Édouard VII
- 1971 : La Bande à Bonnot d'Henri-François Rey, mise en scène Pierre Vielhescaze, Théâtre de l'Ouest parisien
- 1972 : La Mort des fantômes de Bernard Dabry, mise en scène Denis Llorca, Théâtre de l'Ouest parisien
- 1974: Monsieur Barnett de Jean Anouilh, mise en scène de Nicole Anouilh, Café Théâtre le Fanal
- 1983 : Donnez-moi signe de vie d'Henri Mitton, mise en scène Jean-Claude Arnaud, Théâtre du Tourtour
- 1990: Le Silence de la Mer de Vercors, mise en scène Jean Périmony, Théâtre du Tourtour

## Distinctions
- Chevalier de la Légion d'honneur